# Ian MacDonald (acteur)
 (novembre 2024).
 (novembre 2024).
Pour les articles homonymes, voir MacDonald et Ian McDonald.
Ian MacDonald est un acteur, producteur et scénariste américain, né Ulva Williams Pippy le 28 juin 1914 à Great Falls (Montana), mort le 11 avril 1978 à Bozeman (Montana).

## Biographie
Après une première expérience au cinéma dans un film sorti en 1931, Ian MacDonald (pseudonyme) contribue à soixante-quatre autres films américains, sortis de 1941 à 1959.
Parmi eux figurent de nombreux westerns, dont Montana de Ray Enright (1950, avec Errol Flynn et Alexis Smith), Le train sifflera trois fois (High Noon) de Fred Zinnemann (1952, avec Gary Cooper et Grace Kelly) où il interpréta le célèbre "méchant" Frank Miller, Taza, fils de Cochise de Douglas Sirk (1954, avec Rock Hudson dans le rôle-titre et Barbara Rush, lui-même personnifiant Geronimo), ou encore L'Homme aux colts d'or d'Edward Dmytryk (1959, avec Henry Fonda et Richard Widmark), son dernier film — dans un petit rôle non crédité —.
Hors le western, citons le film noir La Femme aux cigarettes de Jean Negulesco (1948, avec Ida Lupino et Cornel Wilde), ainsi que les films d'aventure L'Aigle du désert de Frederick De Cordova (1950, avec Yvonne De Carlo et Richard Greene) et Le Souffle sauvage d'Hugo Fregonese (1953, avec Gary Cooper et Barbara Stanwyck).
En outre, il est producteur de quatre films (1955-1956) où il joue, dont deux (1955) auxquels il collabore également comme scénariste.
Pour la télévision, Ian MacDonald participe entre 1949 et 1960 (année où il se retire) à vingt-sept séries, dont Rintintin (un épisode, 1955) et Gunsmoke (un épisode, 1958).
Au théâtre enfin, il se produit à Broadway (New York) en 1948, dans la pièce The Vigil, aux côtés d'Henry Wilcoxon.

## Théâtre à Broadway
- 1948 : The Vigil de Ladislas Fodor : L'avocat de la défense

## Filmographie partielle

### Cinéma
(comme acteur, sauf mention complémentaire)
- 1941 : Gardez vos larmes (Stick to Your Guns) de Lesley Selander : « Elbows »
- 1941 : La Charge fantastique (They Died with Their Boots On) de Raoul Walsh : Un soldat (non crédité)
- 1941 : Swamp Woman d'Elmer Clifton : Le lieutenant Rance
- 1942 : Les aventures de Martin Eden (en) (The Adventures of Martin Eden) de Sidney Salkow : « Butch » Raglan
- 1942 : North of the Rockies (en) de Lambert Hillyer : Lazare
- 1946 : Le Démon de la chair (The Strange Woman) d'Edgar G. Ulmer : Le capitaine du navire (non crédité)
- 1947 : Femme de feu (Ramrod) d'André de Toth : Walt Shipley
- 1947 : La Vallée de la peur (Pursued) de Raoul Walsh : Un Callum (non crédité)
- 1947 : Les Passagers de la nuit (Dark Passage') de Delmer Daves : Le policier au dépôt de bus (non crédité)
- 1948 : La Femme aux cigarettes (Road House) de Jean Negulesco : Le capitaine de police
- 1948 : Port Saïd (en) (Port Said) de Reginald Le Borg : Jakoll
- 1948 : Mr. Reckless (en) de Frank McDonald : Jim Halsey
- 1949 : Le Mystérieux Docteur Korvo (Whirpool) d'Otto Preminger : L'inspecteur Hogan (non crédité)
- 1949 : Streets of San Francisco de George Blair : Luke Fraser
- 1949 : Les Sœurs casse-cou (Come to the Stable) d'Henry Koster : M. Matthews (non crédité)
- 1949 : L'enfer est à lui (White Heat) de Raoul Walsh : Bo Creel (non crédité)
- 1949 : Bastogne (Battleground) de William A. Wellman : Un colonel américain (non crédité)
- 1949 : Malaya de Richard Thorpe : Carlos Tassuma

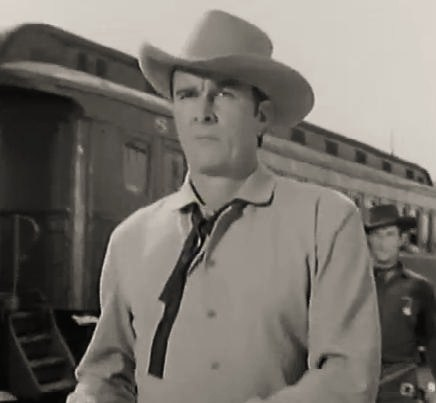
Dans Le train sifflera trois fois (1952)

- 1950 : L'Aigle du désert (The Desert Hawk) de Frederick de Cordova : Yussef
- 1950 : Colt .45 d'Edwin L. Marin : Miller
- 1950 : Sur le territoire des Comanches (Comanche Territory) de George Sherman : Walsh
- 1950 : Haines (The Lawless) de Joseph Losey : Al Peters
- 1950 : Mark Dixon, détective (Where the Sidewalks Ends) d'Otto Preminger : Le détective-sergent Casey (non crédité)
- 1950 : Montana de Ray Enright : Slim Reeves
- 1951 : The Texas Rangers (en) de Phil Karlson : Sundance Kid
- 1951 : Show Boat de George Sidney : Un ivrogne (non crédité)
- 1952 : La Reine du hold-up (This Woman Is Dangerous) de Felix E. Feist : Joe Grossland
- 1952 : Les Flèches brûlées (Flaming Feather) de Ray Enright : Tombstone Jack
- 1952 : Hiawatha de Kurt Neumann : Le chef Megissogwon
- 1952 : Le Proscrit (The Brigand) de Phil Karlson : Le major Schrock
- 1952 : Le train sifflera trois fois (High Noon) de Fred Zinnemann : Frank Miller
- 1952 : Le Shérif de Tombstone (Toughest Man in Arizona) de R. G. Springsteen : Steve Girard
- 1952 : Le Fils de Géronimo (The Savage) de George Marshall : Le chef Yellow Eagle
- 1953 : Le Fouet d'argent (The Silver Whip) d'Harmon Jones : Hank
- 1953 : Le Souffle sauvage (Blowing Wild) d'Hugo Fregonese : Jackson
- 1953 : Cargo de femmes (A Perilous Journey) de R. G. Springsteen : Sprague
- 1954 : Bronco Apache (Apache) de Robert Aldrich : Clagg
- 1954 : L'Égyptien (The Egyptian) de Michael Curtiz : Le capitaine du navire (non crédité)
- 1954 : Taza, fils de Cochise (Taza, Son of Cochise) de Douglas Sirk : Geronimo
- 1954 : Johnny Guitare (Johnny Guitar) de Nicholas Ray : Pete
- 1955 : La Loi du plus fort (Timberjack) de Joseph Kane : Pauquette
- 1955 : Le Fils de Sinbad (Son of Sinbad) de Ted Tetzlaff : Murad
- 1956 : Stagecoach to Fury de William F. Claxton : Le shérif Ross (+ producteur associé)
- 1957 : Bagarre à Apache Wells (Duel at Apache Wells) de Joseph Kane : Marcus Wolf
- 1958 : L'Héritage de la colère (Money, Women and Guns) de Richard Bartlett (en)
- 1959 : L'Homme aux colts d'or (Warlock) d'Edward Dmytryk : MacDonald (non crédité)

### Télévision

#### Séries télévisées
- 1955 : Rintintin (The Adventures of Rin Tin Tin)
  - Saison 2, épisode 10 Le Maréchal Higgins (Higgins Rides Again) : Considine
- 1958 : Gunsmoke ou Police des plaines (Gunsmoke ou Marshal Dillon)
  - Saison 3, épisode 25 Dirt de Ted Post : M. Troyman